# ブルーノ・イクシル
ブルーノ・イクシル (Bruno Iksil) は、フランス生まれの相場師（トレーダー）。
その荒っぽく危うい取引手法から「ロンドンのクジラ (the London Whale)」や、 そのウォール街への潜在的な影響力の大きさから（ハリー・ポッターの敵役になぞらえて）「ヴォルデモート」とも通称された。JPモルガン・チェースのロンドン事務所に勤め、JPモルガン・チェースに巨額の損失を与えたとされる。イクシルは2005年からJPモルガンで働き始め、パリに住まいを置いたまま、ロンドンに通勤していたと言われている。JPモルガンでは、クレジット・デフォルト・スワップで毎年数億ドルの利益を上げていたともいわれる。イクシルはプライバシーを固く守っていると言われ、年齢も分からないが、「私生活は質素で週末は家族孝行」とも報じられた。
2011年、その攻撃的な取引手法で「Caveman（原始人）」とも称されたイクシルは、ある会社が債務不履行に陥れば、JPモルガンに労せずして4億5千万ドルが転がり込むと踏んで、およそ10億ドルを投じた。2012年はじめのイクシルは、それほど力を持ち、また、強気の投資をしており、雑誌『New York』によれば、イクシルひとりが動くことで株価指数を動かすことも可能であったという。その後、「ロンドンにあるこの銀行（JPモルガン）の投資本部事務所におけるデリバティブ取引がらみの破滅的な20億ドルの損失」が2012年5月に明るみに出た後、イクシルは「取引権限を剥奪」された。7月、イクシルがJPモルガンを退職したことが報じられた。

## 経歴
- 1997-1999 CDC Ixis - ポートフォリオ・マネージャー
- 1999-2003 Natexis（現在のナティクシス） - クレジットデリバティブ主任
- 2005-2012 JPモルガン・チェース - トレーダー[11][出典無効][12][出典無効]